# Karl-Ove Mannberg
Karl-Ove Mannberg, född 29 augusti 1934 i Skellefteå, död 15 mars 2024 i Stockholm, var en svensk violinist.
Mannberg studerade vid Kungliga Musikhögskolan i Stockholm 1954–1957 och var anställd i Sveriges Radios symfoniorkester 1958–1966. Han var förste konsertmästare i Gävleborgs läns orkesterförening 1967–1971, i Göteborgs Symfoniker 1971–1978, i Sveriges Radios symfoniorkester 1977–1983, i Seattle Symphony Orchestra 1979–1984 och i Kungliga filharmonikerna 1985–1994. Mannberg invaldes den 19 maj 1988 som ledamot nr 863 av Kungliga Musikaliska Akademien och 1992 tilldelades han Litteris et Artibus.
Han var från 1961 till sin död gift med skådespelerskan Ena Carlborg.